# Doksologia
Doksologia (gr. doxa – „chwała”, logos – „słowo”) – pojęcie oznaczające formuły liturgiczne, które głoszą chwałę Boga, Jego wielkość i moc, ujawniającą się w tym, czego dokonał i czego nadal dokonuje dla człowieka, potwierdzane przez zgromadzenie wiernych aklamacją amen.
Doksologia jako stała figura retoryczna prozy wczesnochrześcijańskiej pojawiła się po raz pierwszy w traktacie św. Bazylego Wielkiego O Duchu Świętym, wydanym w 375 roku. Miała ona wówczas funkcję apologetyczną, broniącą ortodoksyjnej nauki o Trójcy Świętej przed arianami.
Wyróżnia się doksologię wielką (Chwała na wysokości Bogu…) oraz małą  (Chwała Ojcu i Synowi…), która np. kończy każdy psalm w liturgii godzin.
Najważniejszą doksologią w liturgii Kościoła zachodniego jest końcowa doksologia Kanonu Rzymskiego (Przez Chrystusa, z Chrystusem…). W Mszy sprzed reform Pawła VI odmawiana jest w większej części po cichu: 
Celebrans:
[po cichu:]

Per ipsum et cum ipso et in ipso

est tibi Deo Patri omnipotenti

in unitate Spiritus Sancti

omnis honor et gloria

[głośno:]

per omnia sæcula sæculorum.

Wierni: Amen.
W liturgii posoborowej doksologia ta została włączona także do pozostałych modlitw eucharystycznych. Odmawiana jest przez kapłana w całości na głos i, podobnie jak w liturgii tradycyjnej, zakończona aklamacją wiernych Amen. W polskim tłumaczeniu łaciński zaimek wskazujący Ipse dotyczący Chrystusa zastąpiono słowem Chrystus:
Kapłan:
Przez Chrystusa, z Chrystusem i w Chrystusie

Tobie Boże Ojcze Wszechmogący

w Jedności Ducha Świętego

wszelka cześć i chwała

przez wszystkie wieki wieków
Wierni: Amen.
W nabożeństwach protestanckich jedną z doksologii jest zakończenie Modlitwy Pańskiej: Albowiem Twoje jest Królestwo i moc, i chwała na wieki wieków. Amen.